# Karel z Kokořova
Karel hrabě Kokořovec z Kokořova, též Karl Kokorzowetz von Kokorzowa (23. listopadu 1799 – 15. března 1872 Drážďany) byl rakouský šlechtic a politik německé národnosti z Čech, v 2. polovině 19. století poslanec Říšské rady a Českého zemského sněmu.

## Biografie
Pocházel ze starého českého šlechtického rodu Kokořovských, který do třicetileté války by rytířským rodem. Ferdinand III. Habsburský rod povýšil do baronského stavu. Roku 1680 se pak Kokořovští stali hraběcím rodem. Karel z Kokořova byl majitelem fideikomisního velkostatku Žlutice a Štědrá v západních Čechách.
Zapojil se i do politiky. V zemských volbách v březnu 1867 byl zvolen na Český zemský sněm za velkostatkářskou kurii (nesvěřenecké velkostatky). Patřil ke Straně ústavověrného velkostatku, která byla proněmecky, provídeňsky a centralisticky orientovaná. Český tisk ho tehdy označuje za rozhodného velkoněmce s vizáží pensionovaného německého profesora. Zemský sněm ho 13. dubna 1867 zvolil i do Říšské rady (tehdy ještě volené nepřímo) za kurii velkostatkářskou v Čechách. Opětovně byl sněmem do Říšské rady delegován roku 1870. 8. listopadu 1870 slb ožil slib.
Na sklonku léta 1830 se v Písku oženil s hraběnkou Luisou Jenison-Walworth (1806–1873). Z manželství vzešel jediný syn Ludvík (1833–1878), jehož smrtí rod vymřel po meči.